# Hiéroglyphe égyptien E18
Le hiéroglyphe égyptien E18 (loup sur un pavois) est classifié dans la section E « Mammifères » de la liste de Gardiner ; il y est noté E18.

## Représentation
Il représente un loup gris (Canis lupus lupaster) sur un pavois (hiéroglyphe R12) décoré de l'uræus. Il est translittéré Wp-wȝwt.

## Utilisation
| F13 | N31 | N31 · N31 | E18 |

| F13 | N31 | N31 · N31 | E18 |

« celui qui ouvre les routes (Oupouaout) ».